# St Catherine's Castle
St Catherine's Castle (kornisk: Kastel S. Kattrin) er et artillerifort umiddelbart syd for havnebyen Fowey i Cornwall, England. Det blev opført med udsigt over indsejlingen til byen, hvor floden Fowey løber ud i den Engelske Kanal af Thomas Treffry mellem 1538-1540 som en del af en større række forsvarsværker langs kysten som respons på en frygt for invasion fra frankrig og Det tysk-romerske rige. 
Fæstningen er opført i sten i en D-form og har fem kanonhuller med udsigt til indsejlingen til Fowey og kanalen. Det bliver beskyttet af en ringmur og de omkringliggende klipper. Fæstningen var i brug indtil slutningen af napoleonskrigene i 1815.
I 1855 blev det igen bemandet under Krimkrigen, hvor der blev etableret to nye artilleristillinger, men det blev snart efter overflødigt og blev forladt.
Under anden verdenskrig blev det atter bevæbnet og brugt til et batteri med kanoner rettet mod skibe i kanalen, der beskyttede kysten mod angreb fra Tyskland.
Efter krigen blev bygningen restuareret til sit tidligere udseende, og den drives i dag som turistattraktion af English Heritage.
Det er en listed building af første grad.